# Radio La Luna
La Luna FM fue una emisora ecuatoriana que operó primero como radio de servicio informativo y cultural y posteriormente como estación comercial para la ciudad de Quito, en el dial 99.3 en frecuencia modulada, que inició sus transmisiones el 18 de septiembre de 1996, aunque se inauguró formalmente el 1 de agosto de 1997.

## Trayectoria
La historia de la radio se remonta hacia 1978, con la creación del Centro de Educación Popular (Cedep), que durante los años 80 coproduce junto a diversas organizaciones populares y gremiales programas que difunden a través de discos y casetes en diferentes emisoras de Ecuador y la región.
En 1991, Luis Dávila y Ataulfo Tobar del Cedep se juntan con Paco Velasco y Ramiro Diez y crean el espacio noticioso La Clave, caracterizado por la presencia de trova musical satírica creada por Ataulfo Tobar y que difunden por radio Visión 92.5 FM de Quito hasta 1996, convirtiéndose a la postre en el primer programa de radio La Luna, tras obtener una frecuencia por parte del entonces Consejo Nacional de Radiodifusión y Televisión, Conartel, bajo la figura de radio informativa y cultural sin fines de lucro. En 1997, previo al inicio formal de la estación tras un año de emisiones de prueba, el Conartel revirtió la concesión de la frecuencia tras cambiar la figura de radio comunitaria a comercial, situación que sin embargo se resolvió de inmediato.

### Rebelión deLos Forajidos
Los años más importantes de radio La Luna coincidieron con una agitada época política ecuatoriana, que incluyó los derrocamientos de Abdalá Bucaram (febrero de 1997), la crisis financiera de 1999 y derrocamiento de Jamil Mahuad (enero de 2000) y principalmente durante el derrocamiento de Lucio Gutiérrez, tras la apertura de micrófonos a diversos líderes y sectores de la oposición, a los que el oficialismo de entonces denominaría como Los Forajidos, apelativo que el radiodifusor Paco Velasco tomaría como nombre del movimiento ciudadano que lograría finalmente la caída de Gutiérrez en abril de 2005.

## Programación
Algunos espacios que se difundieron por radio La Luna fueron:
- Noticiero La Clave
- Todo por la Gente
- La Zona del Metal
- No Lapsus
- Jaula Urbana
- El Amplificador
- El Bicho de la Memoria
- Rapsoda FM
- Cromosoma rock
- La Luna Negra
- Historias del Lado Oculto
- Ecuador, ambiente y turismo